# Касери
Касери (греч. κασέρι, тур. kaşar peyniri — сыр из непастеризованного овечьего молока (иногда с незначительным добавлением козьего молока). Средней твёрдости, бледно-жёлтый, традиционный для Турции и Греции.
Сыр мягкий, текстурированный, с прожилками, не рассыпчатый, принадлежит к семейству сыров паста филата, как, например, проволоне или Мюнстер. Использованием свежего непастеризованного молока достигается правильный вкус и текстура сыра, потом сыр дозревает не менее четырёх месяцев, что необходимо для развития вкуса. На некоторых этапах сыр слабо напоминает пармезан или асиаго, но не такой сливочный. Применяется касери в бутербродах, саганаки и, главным образом как основной компонент пирога касеропита.
Название сыра касери, изготовляемого в Греции защищена указаниями о происхождении в Европейском Союзе.